# جون هيندري
جون هيندري (بالإنجليزية: John Hendrie)‏ هو لاعب كرة قدم ومدرب كرة قدم بريطاني، ولد في 24 أكتوبر 1963 في Lennoxtown ‏ في المملكة المتحدة. لعب مع برادفورد سيتي وكوفنتري سيتي وليدز يونايتد ونادي بارنسلي ونادي ميدلزبره ونادي هيرفورد ونيوكاسل يونايتد.

## وصلات خارجية
- جون هيندري على موقع قاعدة بيانات كرة القدم.إي يو (الإنجليزية)
- جون هيندري على موقع Soccerbase.com (لاعب) (الإنجليزية)
- جون هيندري على موقع Soccerbase.com (مدرب) (الإنجليزية)
- جون هيندري على موقع عالم كرة القدم.نت (الإنجليزية)